# Sauron fissocornis
Sauron fissocornis là một loài nhện trong họ Linyphiidae.
Loài này thuộc chi Sauron. Sauron fissocornis được Kirill Yuryevich Eskov miêu tả năm 1995.